# 中俄蒙协约

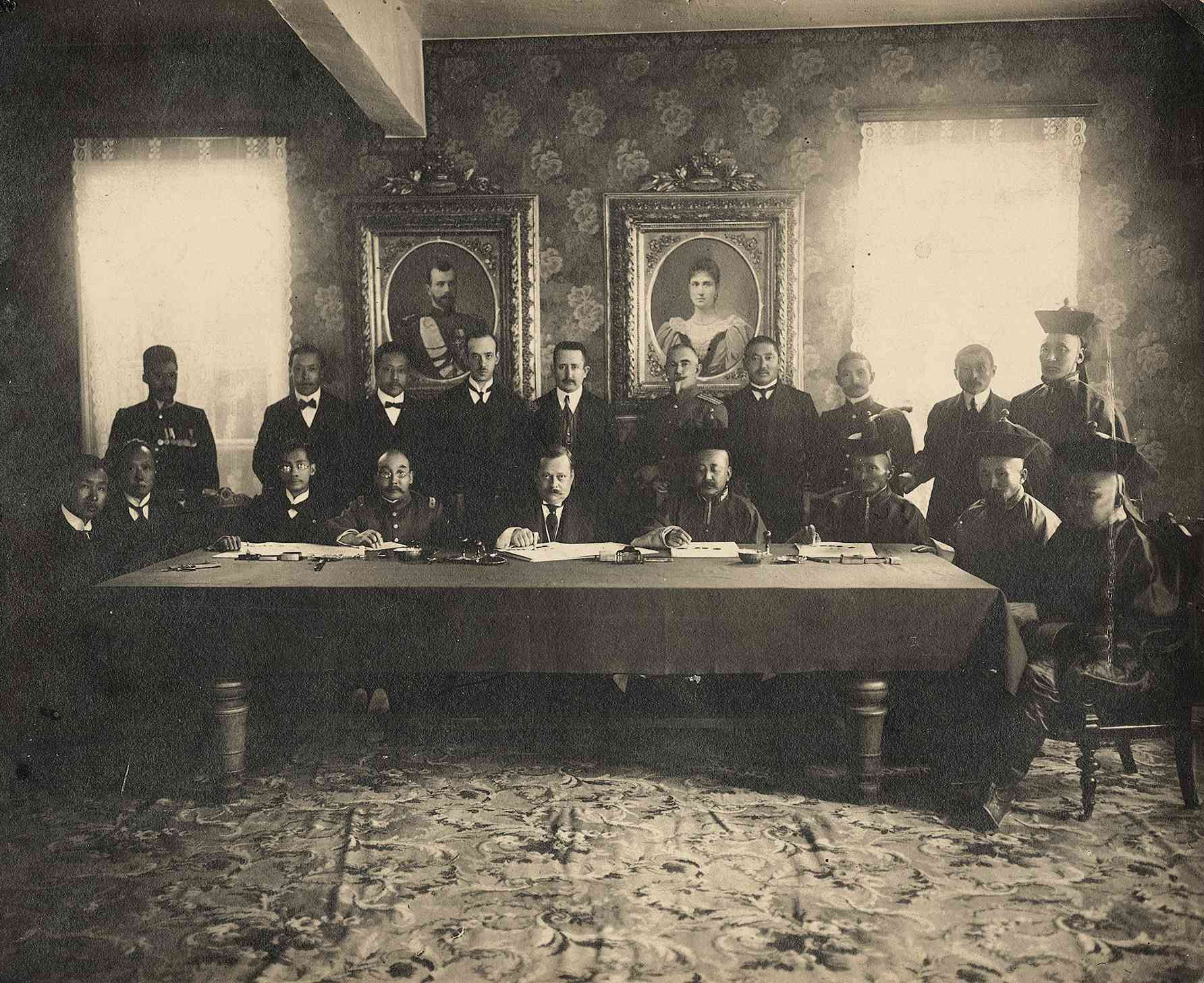
1915年6月7日，中、俄、蒙三方代表在恰克图签订了《中俄蒙协约》，又称《恰克图协约》。其中代表中国的是“大中华民国大总统特派都统衔”毕桂芳和“少卿衔上大夫驻墨西哥特命全权公使”陈箓，俄方代表是“大俄罗斯帝国大皇帝特派驻蒙古外交官兼总领事国务正参议官”亚力山大·密勒尔，代表外蒙古的是“外蒙古博克多哲布尊丹巴呼图克图汗特派司法副长额尔德尼济农贝子”希尔宁达木定和“财务长土谢图亲王”察克都尔扎布。这张照片是条约签订现场，坐在桌子一侧左起分别是陈箓、毕桂芳、密勒尔、希尔宁达木定和察克都尔扎布。

《中俄蒙协约》，又名《恰克图条约》（俄语：Кяхтинское соглашение），是1915年中国北洋政府、俄罗斯帝国與蒙古博克多汗政府签订的条约。

## 背景
1911年下半年，辛亥革命爆發，外蒙古王公驅逐清朝官吏，宣布外蒙古独立，並擁戴第八世哲布尊丹巴呼图克图為蒙古皇帝，其後俄羅斯帝國同博克多蒙古签订《俄蒙协约》及其副约《商務專條》，引發中华民国北京政府反对。袁世凯政府为换取俄羅斯的援助和承认，于1913年11月5日与之签订了《中俄声明文件》5条和《另件》4条。俄羅斯承认外蒙古为中国领土的一部分，而中国政府亦承认《俄蒙协约》的内容和外蒙古的自治，并不得在外蒙古设治、驻军、移民等，实际承认俄羅斯对外蒙古的保护权。

## 協約內容
为了解决当时中国和蒙古之间关于外蒙古地位的争议，在俄罗斯帝国的倡导下，中国全权专使毕桂芳、俄羅斯驻蒙外交官兼库伦总领事亚力山大·密勒尔及蒙古贝子希尔宁达木定（1914年11月以前为达喇嘛达什札布）率领代表团在俄罗斯境内的恰克图召开会议讨论蒙古问题。虽然蒙古代表团此行的目的是要获得中俄两国的外交承认，并确认其国号和共戴年号，但中方坚持维护1913年《中俄声明》，要求废除蒙古纪年并使用民国纪年，俄国代表则表示“……俄国在俄蒙协约上签字，即承认外蒙古的主权”。三方代表各执一词。会议于1914年9月8日开幕，一直持续到1915年6月7日，经过41次正式会议和40余次私下会晤，三方代表于1915年6月7日签订协约。协约条款共22条，主要内容是：
- 外蒙古承认1913年11月5日《中俄声明文件》及《中俄声明另件》；
- 外蒙古承认中国宗主权，中、俄承认外蒙古自治，为中国领土之一部分；
- 自治外蒙古无权与外国订立关于政治及土地关系的国际条约；
- 中俄承认外蒙自治官府有办理一切内政之权；
- 中国商民之货入自治外蒙古，无论何种出产，不纳关税，但须按照自治外蒙古人民所纳自治外蒙古已设及将来添设之各项内地货捐一律交纳；
- 博克多格根仍然是自治君主。

## 后续
该条约以法文、中文、蒙文和俄文书写，以法文为标准件，原件现保存于蒙古国家中央档案馆。通过这一协约，中国持有對外蒙古的宗主权，而俄羅斯则保持了在外蒙古的各种经济、政治特权。因此，尽管外蒙古根据该协约在中华民国下实施自治，但博克多蒙古政府仍然存在，蒙古外务部在就该协议发布的信函中解释说：“……我国虽然接受中国为宗主国，但没有从根本上丧失其政治地位，中国无权干涉我国内政”。此后外蒙古一直维持了事实上的独立地位，并继续使用额真汗（蒙古语意为君主、皇帝）的名称和共戴年号。不过在条约签署后中国北洋政府与外蒙古的关系有所改善，中华民国派遣驻库伦大员到蒙古，外蒙古亦多次派代表团访问北京。直到1919年北洋军占领外蒙古，并废除该条约和外蒙古的自治。